# موریلو ۹۸۲۹
سیارک ۹۸۲۹ (به انگلیسی: 9829 Murillo، نامگذاری:1973SJ1) نه هزار و هشتصد و بیست و نهمین سیارک کشف شده‌است که در ۱۹ سپتامبر ۱۹۷۳ کشف شد.
قدر مطلق سیارک برابر ۱۲٫۱۰ است.